# 鸭绿江街道 (丹东市)
鸭绿江街道，是中华人民共和国辽宁省丹东市振安区下辖的一个乡镇级行政单位。

## 行政区划
鸭绿江街道下辖以下地区：
东泰社区、太平社区、果园沟社区、鸭绿江绿云社区、八三社区、财专社区、鸭绿江村、武营村、珍珠村和燕窝村。